# Pulvinaria tomentosa
Pulvinaria tomentosa är en insektsart som beskrevs av Green 1896. Pulvinaria tomentosa ingår i släktet Pulvinaria och familjen skålsköldlöss.
Artens utbredningsområde är Sri Lanka. Inga underarter finns listade i Catalogue of Life.